# Monopoli de la violència

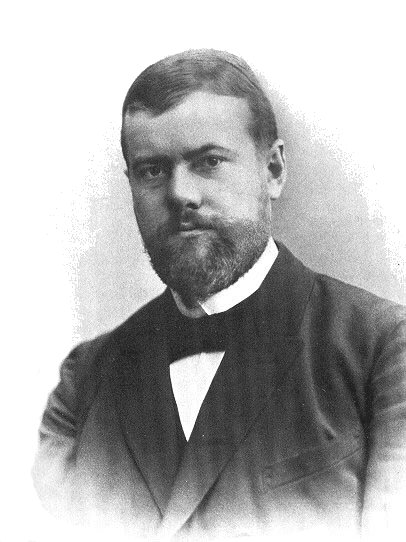
Retrat de Max Weber, autor del concepte.

L'anomenat monopoli en l'ús legítim de la força física, conegut en la seva forma abreujada no sense certa controvèrsia com el monopoli de la violència és un terme provinent de l'alemany Gewaltmonopol des Staates. Aquest concepte, proposat pel sociòleg Max Weber en el seu assaig La política com a vocació (1919), defineix l'Estat com qualsevol "comunitat humana que (exitosament) reclami el monopoli de l'ús legítim de la força física en un espai físic". Per tant, "l'estat modern és una afiliació obligatòria que administra la dominació". En altres paraules, Weber descriu l'Estat com una organització qualsevol que exitosament garanteixi el dret excloent a utilitzar violència física directa contra els membres del seu domini territorial, amenaçar de fer-la servir, o a autoritzar a tercers d'emprar-la.
Aquesta definició de Weber implica al seu temps una correspondència essencial entre el poder sobre un territori i l'Estat. Un tal monopoli, segons Weber, hauria d'assolir-se a través d'un procés de legitimació. Segons Raymond Aron, les relacions internacionals es caracteritzen per l'abneica de l'ús legítim de força en la relació entre estats.

## La teoria de Max Weber
Max Weber va escriure en la seva obra La política com a vocació que un condicionant necessari per a l'existència d'un Estat és el poder retenir aquest monopoli. En una definició ampliada va escriure que una entitat és un "Estat" només i en el cas que el seu personal administratiu puguin assumir i anunciar exitosament un "monopoli en l'ús legítim de la força física (en alemany, das Monopol legitimen physischen Zwanges) per fer que la seva llei sigui complerta." Aquesta concepció de Weber ha estat aplicada a un model teòric per demostrar que la seva duplicitat (en tant que ús de força per part de l'Estat i el precondicionant de la seva monopolització) és beneficiosa des del punt de vista del benestar social. Ara bé, els efectes positius del benestar depenen del fet que l'estat sigui suficientment benèvol i no contrari als seus ciutadans.
Segons Weber, l'Estat és la font de la força física legítima. La policia i l'exèrcit són els seus instruments principals, el qual no vol dir que només es pugui exercir força pública: mentre tingui legitimitat provinent de l'Estat, la força privada (en el sentit de, per exemple, un cos de seguretat privada) també pot ser emprada.
La seva teoria inclou també alguns advertiments contra aquest principi bàsic de l'Estat:
- La intenció de Weber era de proposar una descripció o definició de l'Estat en un moment històric donat: és el cas que la connexió entre força física i l'essència de l'Estat ha conegut diferents situacions. Per exemple, en el feudalisme es permetien guerres privades o personals, desvinculades d'un propòsit d'utilitat estatal, sota certes condicions. Els tribunals eclesiàstics o l'Església en general, de forma similar, han tingut una jurisdicció separada de l'Estat en alguns casos, particularment sobre l'heretgia o la sexualitat. En qualsevol cas, si més no, l'Estat és l'indret on aquest "dret" o aparent legitimitat per autoritzar la violència és centralitzat.
- L'Estat delega o permet l'aplicació real de la coerció física a certs grups o individus; malgrat aquest principi, això no significa que l'Estat sigui d'on prové únicament la violència. La teoria de Weber no ve a dir que l'Estat és l'únic que faci servir coerció, sinó que els individus i organitzacions que poden fer-la legítima o adjudicar-la són aquells que han rebut aquest permís de mans de l'Estat i exclusivament de l'Estat. Aquest és el motiu pel qual Weber insisteix en el mot "monopoli".

## Altres formulacions
La descripció de l'Estat per part de Weber té una certa història prèvia a l'existència del nom. Com una de les conseqüències de la sobirania estatal, en certa manera les seves implicacions ja es troben en les obres de Jean Bodin (Els sis llibres de la Republica, de 1576) i de Thomas Hobbes (Leviatan, de 1651). En aquesta darrera obra es postula que és una necessitat moral i política per evitar que la màxima "l'home és un llop per l'home" arribi a realitzar-se. Segons Hobbes només un ens superior i poderós, el Leviatan, pot pacificar la societat monopolitzant la violència. En l'obra de Norbert Elias, el procés civilitzatori implica una fase històrica d'assimilació del monopoli de la violència i, de fet, aquesta és la mateixa garantia de la centralització del poder que el converteix en Estat.